# Korean Super League 1986
La Korean Super League 1986 è stata la 4ª edizione della massima serie del campionato sudcoreano di calcio, disputata dal 2 marzo al 23 novembre 1986.

## Squadre partecipanti
| Club partecipanti      | Stagione 1985                |
| ---------------------- | ---------------------------- |
| Lucky-Goldstar Hwangso | 1° nella Korean Super League |
| POSCO Atoms            | 2° nella Korean Super League |
| Daewoo Royals          | 3° nella Korean Super League |
| Hyundai Horang-i       | 4° nella Korean Super League |
| Yukong Elephants       | 5° nella Korean Super League |
| Hanil Bank             | 7° nella Korean Super League |

## Classifica finale
Prima fase
| Pos | Squadra                | Pt | G  | V | N | P | GF | GS | DR |
| --- | ---------------------- | -- | -- | - | - | - | -- | -- | -- |
| 1   | POSCO Atoms            | 12 | 10 | 3 | 6 | 1 | 9  | 5  | +4 |
| 2   | Lucky-Goldstar Hwangso | 11 | 10 | 3 | 5 | 2 | 9  | 8  | +1 |
| 3   | Yukong Elephants       | 10 | 10 | 4 | 2 | 4 | 11 | 10 | +1 |
| 4   | Daewoo Royals          | 10 | 10 | 4 | 2 | 4 | 8  | 10 | -2 |
| 5   | Hanil Bank             | 9  | 10 | 3 | 3 | 4 | 9  | 10 | -1 |
| 6   | Hyundai Horang-i       | 8  | 10 | 2 | 4 | 4 | 6  | 9  | -3 |

Seconda fase
| Pos | Squadra                | Pt | G  | V | N | P | GF | GS | DR  |
| --- | ---------------------- | -- | -- | - | - | - | -- | -- | --- |
| 1   | Lucky-Goldstar Hwangso | 16 | 10 | 7 | 2 | 1 | 19 | 9  | +10 |
| 2   | Hyundai Horang-i       | 14 | 10 | 5 | 4 | 1 | 16 | 8  | +8  |
| 3   | Daewoo Royals          | 12 | 10 | 6 | 0 | 4 | 18 | 14 | +4  |
| 4   | Yukong Elephants       | 9  | 10 | 3 | 3 | 4 | 18 | 16 | +2  |
| 5   | POSCO Atoms            | 6  | 10 | 2 | 2 | 6 | 9  | 18 | -9  |
| 6   | Hanil Bank             | 3  | 10 | 1 | 1 | 8 | 8  | 23 | -15 |

## Risultati[1]
Prima fase
| Gyeongju 2 marzo 1986 1º giornata | Lucky-Goldstar Hwangso | 1 – 1 | POSCO Atoms | Civic Stadium |

| Gyeongju 2 marzo 1986 1º giornata | Daewoo Royals | 0 – 1 | Hyundai Horang-i | Civic Stadium |

| Gyeongju 3 marzo 1986 1º giornata | Yukong Elephants | 2 – 1 | Hanil Bank | Civic Stadium |

| Tongyeong 8 marzo 1986 2º giornata | Hyundai Horang-i | 0 – 1 | Hanil Bank |  |

| Tongyeong 9 marzo 1986 2º giornata | POSCO Atoms | 1 – 1 | Yukong Elephants |  |

| Tongyeong 9 marzo 1986 2º giornata | Lucky-Goldstar Hwangso | 0 – 0 | Daewoo Royals |  |

| Jinju 15 marzo 1986 3º giornata | POSCO Atoms | 2 – 0 | Hanil Bank | Public Stadium |

| Jinju 16 marzo 1986 3º giornata | Lucky-Goldstar Hwangso | 2 – 0 | Hyundai Horang-i | Public Stadium |

| Jinju 16 marzo 1986 3º giornata | Daewoo Royals | 0 – 1 | Yukong Elephants | Public Stadium |

| Geochang 20 marzo 1986 4º giornata | Daewoo Royals | 3 – 2 | Hanil Bank |  |

| Geochang 20 marzo 1986 4º giornata | Lucky-Goldstar Hwangso | 2 – 1 | Yukong Elephants |  |

| Geochang 20 marzo 1986 4º giornata | POSCO Atoms | 1 – 1 | Hyundai Horag-i |  |

| Daegu 22 marzo 1986 5º giornata | Lucky-Goldstar Hwangso | 1 – 1 | Hanil Bank | Duryu Stadium |

| Daegu 23 marzo 1986 5º giornata | POSCO Atoms | 0 – 0 | Daewoo Royals | Duryu Stadium |

| Daegu 23 marzo 1986 5º giornata | Hyundai Horang-i | 0 – 2 | Yukong Elephants | Duryu Stadium |

| Cheongju 29 marzo 1986 6º giornata | Yukong Elephants | 1 – 2 | Hanil Bank | Cheongju Stadium |

| Cheongju 30 marzo 1986 6º giornata | Hyundai Horang-i | 0 – 1 | Daewoo Royals | Cheongju Stadium |

| Cheongju 30 marzo 1986 6º giornata | POSCO Atoms | 2 – 0 | Lucky-Goldstar Hwangso | Cheongju Stadium |

| Jinhae 5 aprile 1986 7º giornata | Hanil Bank | 0 – 0 | Hyundai Horang-i |  |

| Jinhae 6 aprile 1986 7º giornata | Yukong Elephants | 0 – 1 | POSCO Atoms |  |

| Jinhae 6 aprile 1986 7º giornata | Daewoo Royals | 2 – 1 | Lucky-Goldstar Hwangso |  |

| Wonju 9 aprile 1986 8º giornata | Hanil Bank | 0 – 0 | POSCO Atoms | Wonju Stadium |

| Wonju 9 aprile 1986 8º giornata | Hyundai Horang-i | 1 – 1 | Lucky-Goldast Hwangso | Wonju Stadium |

| Wonju 9 aprile 1986 8º giornata | Yukong Elephants | 2 – 0 | Daewoo Royals | Wonju Stadium |

| Gangneung 12 aprile 1986 9º giornata | Daewoo Royals | 0 – 2 | Hanil Bank | Gangneung Stadium |

| Gangneung 13 aprile 1986 9º giornata | Yukong Elephants | 0 – 0 | Lucky-Goldstar Hwangso | Gangneung Stadium |

| Gangneung 13 aprile 1986 9º giornata | Hyundai Horang-i | 0 – 0 | POSCO Atoms | Gangneung Stadium |

| Samcheok 20 aprile 1986 10º giornata | Hanil Bank | 0 – 1 | Lucky-Goldstar Hwangso |  |

| Samcheok 20 aprile 1986 10º giornata | Daewoo Royals | 2 – 1 | POSCO Atoms |  |

| Samcheok 20 aprile 1986 10º giornata | Yukong Elephants | 1 – 3 | Hyundai Horang-i |  |

Seconda fase
| Andong 11 ottobre 1986 1º giornata | Yukong Elephants | 0 – 1 | Hanil Bank | Andong Stadium |

| Andong 12 ottobre 1986 1º giornata | Daewoo Royals | 0 – 1 | Hyundai Horang-i | Andong Stadium |

| Andong 12 ottobre 1986 1º giornata | Lucky-Goldstar Hwangso | 5 – 1 | POSCO Atoms | Andong Stadium |

| Gumi 15 ottobre 1986 2º giornata | Hyundai Horang-i | 4 – 1 | Hanil Bank | Civic Stadium |

| Gumi 15 ottobre 1985 2º giornata | POSCO Atoms | 2 – 2 | Yukong Elephants | Civic Stadium |

| Gumi 15 ottobre 1986 2º giornata | Lucky-Goldstar Hwangso | 3 – 2 | Daewoo Royals | Civic Stadium |

| Daegu 19 ottobre 1986 3º giornata | POSCO Atoms | 2 – 0 | Hanil Bank | Duryu Stadium |

| Daegu 19 ottobre 1986 3º giornata | Lucky-Goldstar Hwangso | 2 – 1 | Hyundai Horang-i | Duryu Stadium |

| Daegu 19 ottobre 1986 3º giornata | Daewoo Royals | 4 – 3 | Yukong Elephants | Duryu Stadium |

| Pohang 22 ottobre 1986 4º giornata | Daewoo Royals | 5 – 1 | Hanil Bank | Pohang Sports Complex |

| Pohang 22 ottobre 1986 4º giornata | Lucky-Goldstar Hwangso | 2 – 1 | Yukong Elephants | Pohang Sports Complex |

| Pohang 22 ottobre 1986 4º giornata | POSCO Atoms | 0 – 3 | Hyundai Horang-i | Pohang Sports Complex |

| Ulsan 25 ottobre 1986 5º giornata | Lucky-Goldstar Hwangso | 2 – 0 | Hanil Bank | Ulsan Stadium |

| Ulsan 26 ottobre 1986 5º giornata | POSCO Atoms | 0 – 1 | Daewoo Royals | Ulsan Stadium |

| Ulsan 26 ottobre 1986 5º giornata | Hyundai Horang-i | 2 – 2 | Yukong Elephants | Ulsan Stadium |

| Busan 29 ottobre 1986 6º giornata | Hanil Bank | 0 – 2 | Yukong Elephants | Gudeok Stadium |

| Busan 29 ottobre 1986 6º giornata | POSCO Atoms | 0 – 2 | Lucky-Goldstar Hwangso | Gudeok Stadium |

| Busan 29 ottobre 1986 6º giornata | Hyundai Horang-i | 0 – 1 | Daewoo Royals | Gudeok Stadium |

| Gwangju 1 novembre 1986 7º turno | Hanil Bank | 2 – 3 | Hyundai Horang-i | Mudeung Stadium |

| Gwangju 2 novembre 1986 7º turno | Yukong Elephants | 1 – 2 | POSCO Atoms | Mudeung Stadium |

| Gwangju 2 novembre 1986 7º giornata | Daewoo Royals | 0 – 1 | Lucky-Goldstar Hwangso | Mudeung Stadium |

| Jeonju 5 novembre 1986 8º giornata | Hanil Bank | 1 – 1 | POSCO Atoms | Jeonju Stadium |

| Jeonju 5 novembre 1986 8º giornata | Hyundai Horang-i | 1 – 1 | Lucky-Goldstar Hwangso | Jeonju Stadium |

| Jeonju 5 novembre 1986 8º giornata | Yukong Elephants | 3 – 1 | Daewoo Royals | Jeonju Stadium |

| Daejeon 8 novembre 1986 9º giornata | Hanil Bank | 1 – 2 | Daewoo Royals | Hanbat Stadium |

| Daejeon 9 novembre 1986 9º giornata | Yukong Elephants | 3 – 1 | Lucky-Goldstar Hwangso | Hanbat Stadium |

| Daejeon 9 novembre 1986 9º giornata | Hyundai Horang-i | 1 – 0 | POSCO Atoms | Hanbat Stadium |

| Seul 16 novembre 1986 10º giornata | Lucky-Goldstar Hwangso | 2 – 1 | Hanil Bank | Dongdaemun Stadium |

| Seul 16 novembre 1986 10º giornata | Daewoo Royals | 2 – 1 | POSCO Atoms | Dongdaemun Stadium |

| Seul 16 novembre 1986 10º giornata | Yukong Elephants | 1 – 1 | Hyunday Horang-i | Dongdaemun Stadium |

## Spareggio
Andata
| Seul 22 novembre 1986 | POSCO Atoms | 1 – 0 | Lucky-Goldstar Hwangso | Dongdaemun Stadium |

Ritorno
| Seul 23 novembre 1986 | Lucky-Goldstar Hwangso | 1 – 1 | POSCO Atoms | Dongdaemun Stadium |

Classifica marcatori
| Gol | Giocatore     | Squadra                |
| --- | ------------- | ---------------------- |
| 10  | Chung Hae-Won | Daewoo Royals          |
| 8   | Ham Hyun-Gi   | Hyundai Horang-i       |
| 7   | Gu Bon-Seok   | Yukong Elephants       |
| 6   | Kim Yong-Se   | Yukong Elephants       |
| 5   | Cho Min-Kuk   | Lucky-Goldstar Hwangso |
| 5   | Lee Heung-Sil | POSCO Atoms            |
| 5   | Lee Sang-Rae  | Lucky-Goldstar Hwangso |
| 5   | Yoon Sung-Hyo | Hanil Bank             |